# EUCAP SAHEL Mali
L'EUCAP Sahel Mali (sigles en anglès de Missió de Creació de Capacitat de la Unió Europea a Mali) fou una missió de creació de capacitat a Mali iniciada el 15 d'abril de 2014 sota la Política comuna de seguretat i defensa de la Unió Europea (PESD) amb la missió de recolzar i enfortir les forces de seguretat locals i internes a Mali.
Això es fa mitjançant l'educació i la formació de la policia, la Guàrdia Nacional i la gendarmeria. L'àrea de la missió és Mali, amb la seu es troba a la capital Bamako.
Més recentment, l'11 de gener de 2017, el mandat de la Missió es va ampliar per dos anys més. Concretament, inclou: millorar les capacitats operatives; reconstruir les estructures de comandaments; millorar de les estructures de gestió i supervisió, i l'estabilització de les parts del nord del país.
El 2014, la República Federal d'Alemanya va participar amb 10 agents de policia i altres assessors civils en la missió. En total, la missió està formada per 20 agents de policia i 63 civils.
A més de EUCAP Sahel Mali, encara hi eren presents la missió d'entrenament de la Unió Europea EUTM Mali, la Missió Multidimensional Integrada d'Estabilització de les Nacions Unides a Mali i el MISAHEL de la Unió Africana.